# 45e division de grenadiers
Pour les articles homonymes, voir 45e division.
La 45e division de grenadiers (en allemand : 45. Grenadier-Division ou 45. GD) est une des divisions d'infanterie de l'armée allemande (Wehrmacht) durant la Seconde Guerre mondiale.

## Historique
La 45e division de grenadiers est formée le 18 juillet 1944 comme un remplacement de la 45. Infanterie-Division détruite et par l'absorption et le changement de nom de la 546. Grenadier-Division qui était en préparation sur le Truppenübungsplatz (terrain d'entraînement) de Döllersheim .
Elle est rattachée au VIII. Armeekorps qui dépend de la 9e armée au sein du groupe d'armées Centre, et se trouve affectée dans les secteurs de Warka et Radom sur le Front de l'Est.
Elle est renommée 45. Volksgrenadier-Division le 21 octobre 1944.

## Organisation

### Commandants
| Date                             | Grade        | Commandant     |
| -------------------------------- | ------------ | -------------- |
| 19 juillet 1944 - 9 octobre 1944 | Generalmajor | Richard Daniel |

## Théâtres d'opérations
- Front de l'Est, secteur Centre : Juillet 1944 - Octobre 1944

## Ordre de bataille
- Grenadier-Regiment 130
- Grenadier-Regiment 133
- Grenadier-Regiment 135
- Aufklärungs-Abteilung 45
- Artillerie-Regiment 98
  - I. Abteilung
  - II. Abteilung
  - III. Abteilung
  - IV. Abteilung
- Feldersatz-Bataillon 45
- Pionier-Bataillon 81
- Panzerjäger-Abteilung 45
- Nachrichten-Abteilung 65
- Divisions-Nachschubführer 45